# Anthony Brindisi
Pour les articles homonymes, voir Brindisi (homonymie).
Anthony Joseph Brindisi, né le 22 novembre 1978 à Utica (New York), est un homme politique américain membre du Parti démocrate. De 2019 à 2021, il est élu pour l'État de New York à la Chambre des représentants des États-Unis.

## Biographie

### Origines et débuts en politique

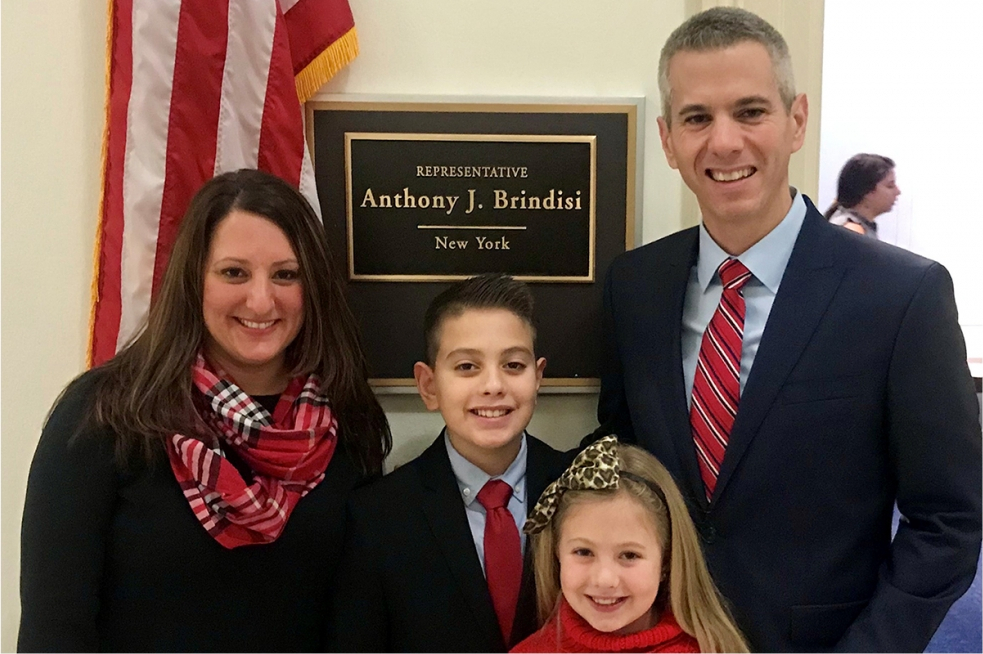
Brindisi et sa famille avant sa prestation de serment en 2019.

Anthony Brindisi est né et a grandi à Utica dans l'Upstate New York. Il travaille chez McDonald's durant ses études à la Notre Dame High School d'Utica avant d'intégrer le collège communautaire de la vallée de Mohawk (en). Il est diplômé du Siena College en 2000 puis de l'Albany Law School (en) en 2004. Il est marié à Erica McGovern, avec qui il a deux enfants (Lily Grace et Anthony Jr.).
Après ses études, Brindisi devient avocat dans le cabinet Brindisi, Murad, Brindisi, Pearlman, Julian and Pertz. Peu après la naissance de son premier enfant, il est élu au sein de la commission scolaire d'Utica. Deux ans plus tard, en 2011, Brindisi est élu à l'Assemblée de l'État de New York à l'occasion d'une élection partielle,. Dans le 116e district, qui inclut Utica, Rome, Whitestown, Marcy et Floyd, il rassemble 8 455 voix contre 5 865 pour le républicain Greg Johnson grâce à son bon score dans les villes de la circonscription (Utica et Rome). Il est réélu sans opposition en 2012, 2014 et 2016 dans le 119e district.

### Représentant des États-Unis
Lors des élections de 2018, Brindisi se présente à la Chambre des représentants des États-Unis dans le 22e district de l'État de New York, qui s'étend sur 8 comtés de la frontière avec la Pennsylvanie au lac Ontario. Soutenu par le Parti démocrate national, il ne rencontre pas d'opposition durant la primaire démocrate. Lors de l'élection générale, il affronte la républicaine sortante Claudia Tenney en faisant campagne sur son travail bipartisan et son indépendance. Il reçoit le soutien des deux prédécesseurs républicains de Tenney, Sherwood Boehlert et Richard Hanna, et réussit à lever davantage de fonds que la sortante. Il est donné gagnant par plusieurs sondages, bien que la circonscription ait voté à 55 % pour Donald Trump — dont Tenney est une ardente supporter — en 2016 (soit 16 points d'avance sur Hillary Clinton). La campagne devient l'une des plus serrées du pays : elle est la 7e élection la plus coûteuse de 2018 (avec 22 millions de dollars dépensés) et le district est celui ayant reçu le plus de publicités politiques des États-Unis. À l'approche de l'élection, la campagne se tend ; Tenney accuse notamment la famille Brindisi de liens avec la mafia d'Utica. Le démocrate est élu représentant des États-Unis avec 50,9 % des suffrages et plus de 4 000 voix d'avance sur Tenney.
Claudia Tenney tente de reconquérir son siège à l'occasion des élections de 2020, couplées à l'élection présidentielle, dans un district où Donald Trump reste populaire. Le soir de l'élection, Claudia Tenney est en tête d'environ 28 000 voix, mais plus de 60 000 bulletins par correspondance restent à dépouiller. Fin novembre, les résultats des différents comtés du district semblent donner une avance d'une douzaine de voix à Anthony Brindisi. Cependant, les chiffres officiels du 30 novembre 2020 donnent 12 voix d'avance à Claudia Tenney sur l'ensemble du district, après la correction d'une erreur de calcul dans le comté de Herkimer. La justice, saisie par les candidats, interdit la certification des résultats de l'élection, en raison de nombreux bulletins litigieux. D'autres irrégularités sont découvertes en cours de procédure, comme l'oubli du comté d'Oneida d'inscrire 2 400 électeurs sur les listes électorales ou la découverte de bulletins par correspondance oubliés. Trois mois après les élections, en février 2021, Claudia Tenney est finalement déclarée vainqueure avec 109 voix d'avance sur environ 316 000.

## Positions politiques
Brindisi est considéré comme un démocrate modéré ou centriste,. En 2019, il devient vice-président de la Blue Dog Coalition, un groupe de démocrates modérés se définissant « fiscalement conservateurs » et partisans « d'une défense nationale forte ».
Sur la question des armes à feu, Brindisi est noté d'un « A » de la National Rifle Association et s'oppose à l'interdiction des fusils d'assaut alors qu'il siège à l'Assemblée de l'État de New York. Il se montre cependant favorable à davantage de contrôle des antécédents des acheteurs d'arme et voit sa note dégradée à « F » par la NRA durant l'élection de 2018.